# Davis Falls
Davis Falls är det näst största vattenfallet i Belize. Det ligger i distriktet Stann Creek, i den centrala delen av landet, 40 km sydost om huvudstaden Belmopan. 